# Doñana
Doñana je španělský národní park, který se nachází na jihozápadě Pyrenejského poloostrova v autonomním společenství Andalusie. Leží na pobřeží Atlantiku nedaleko od ústí řeky Guadalquivir. Park pokrývá plochu 543 km², přičemž chráněná oblast zaujímá plochu 135 km². V parku se nachází především bažiny, ale i písečné duny a mělké zátoky, kde hnízdí velké množství různých druhů ptáků. Doñana slouží i jako místo zimního odpočinku některým migrujícím ptákům ze severnějších částí Evropy. Pro své přírodní bohatství byl park v roce 1994 zapsán na seznam světového dědictví.

## Biosférická rezervace
Území o rozloze 268 473,6 ha v Cadízské zátoce je od roku 1980 zapsáno na seznamu biosférických rezervací UNESCO. Sídlem správy rezervace je město Huelva.

## Ohrožení
Přesto, že je tento Národní park zapsán na seznamu UNESCO, čelí v posledních letech vážným hrozbám. Ohrožuje jej především intenzivní zemědělství v jeho okolí, zejména pak pěstování jahod, a to nadměrnou spotřebou podzemních zásob vody. Vodní zdroje jsou přitom využívány jak legálně, tak i nelegálními vrty, jejichž odhadovaný počet přesahuje číslovku tisíc. Za dlouhodobě neutěšený stav si Španělsko vysloužilo nedávno i kritiku ze strany Evropské komise.[zdroj?]

## Fotogalerie

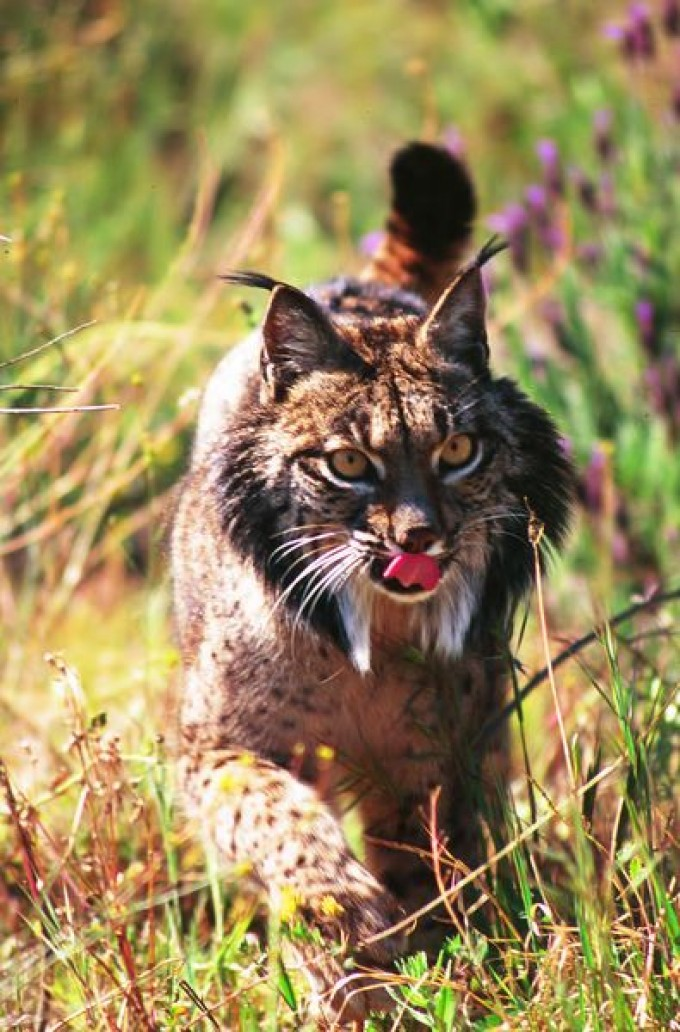
Rys iberijský v Národním parku Doñana
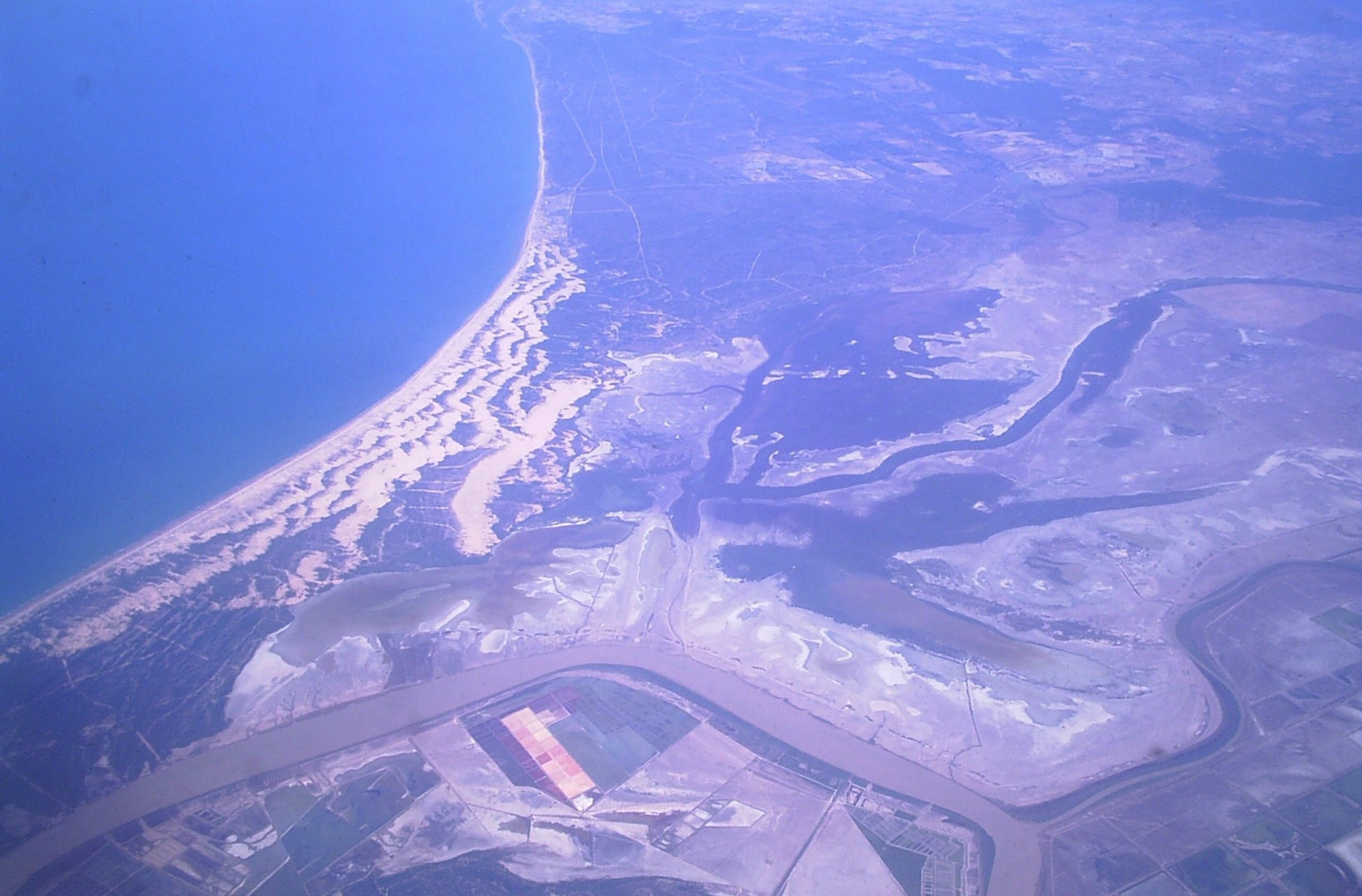
Letecký snímek
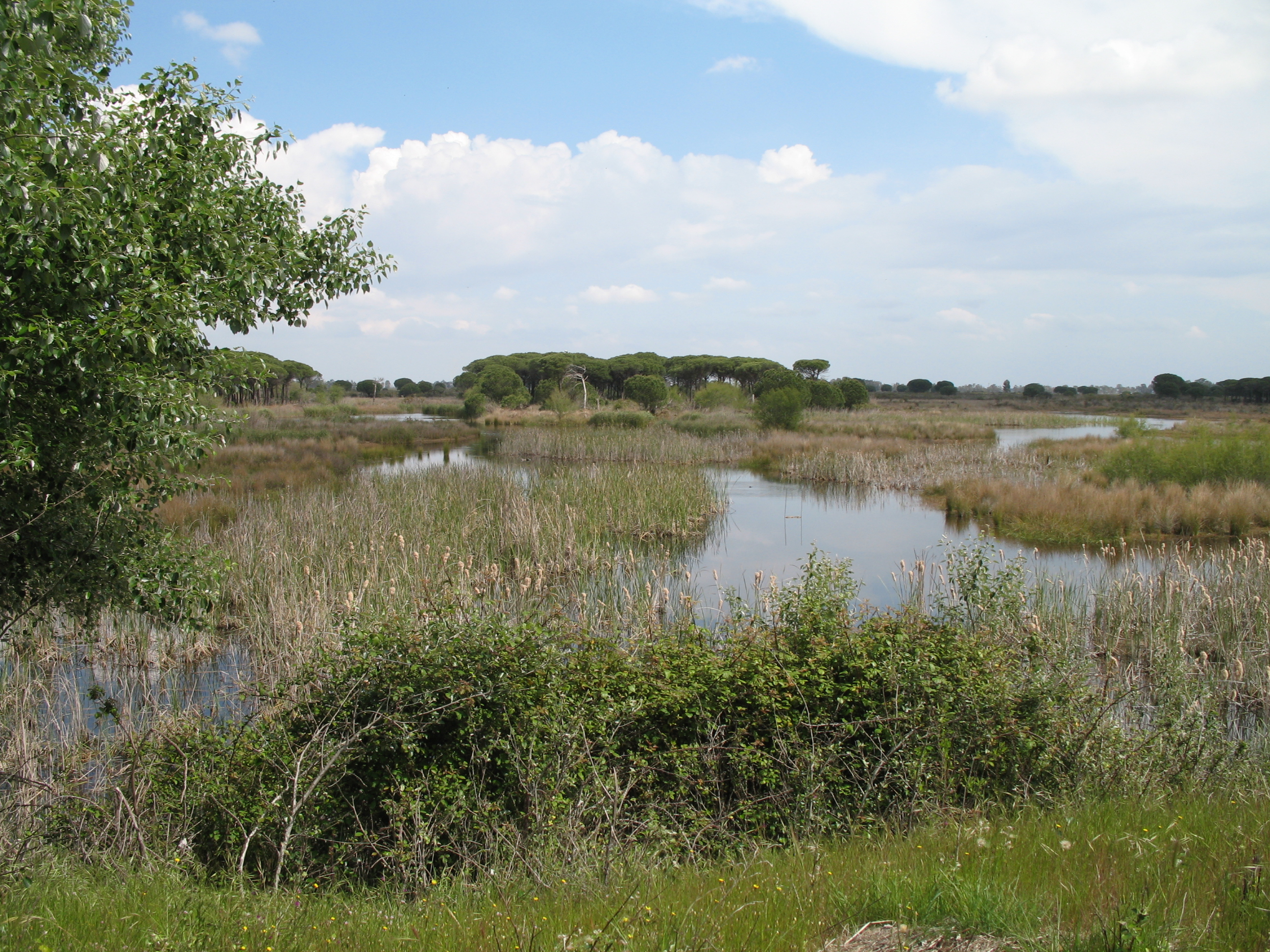
Laguny v El Acebuche
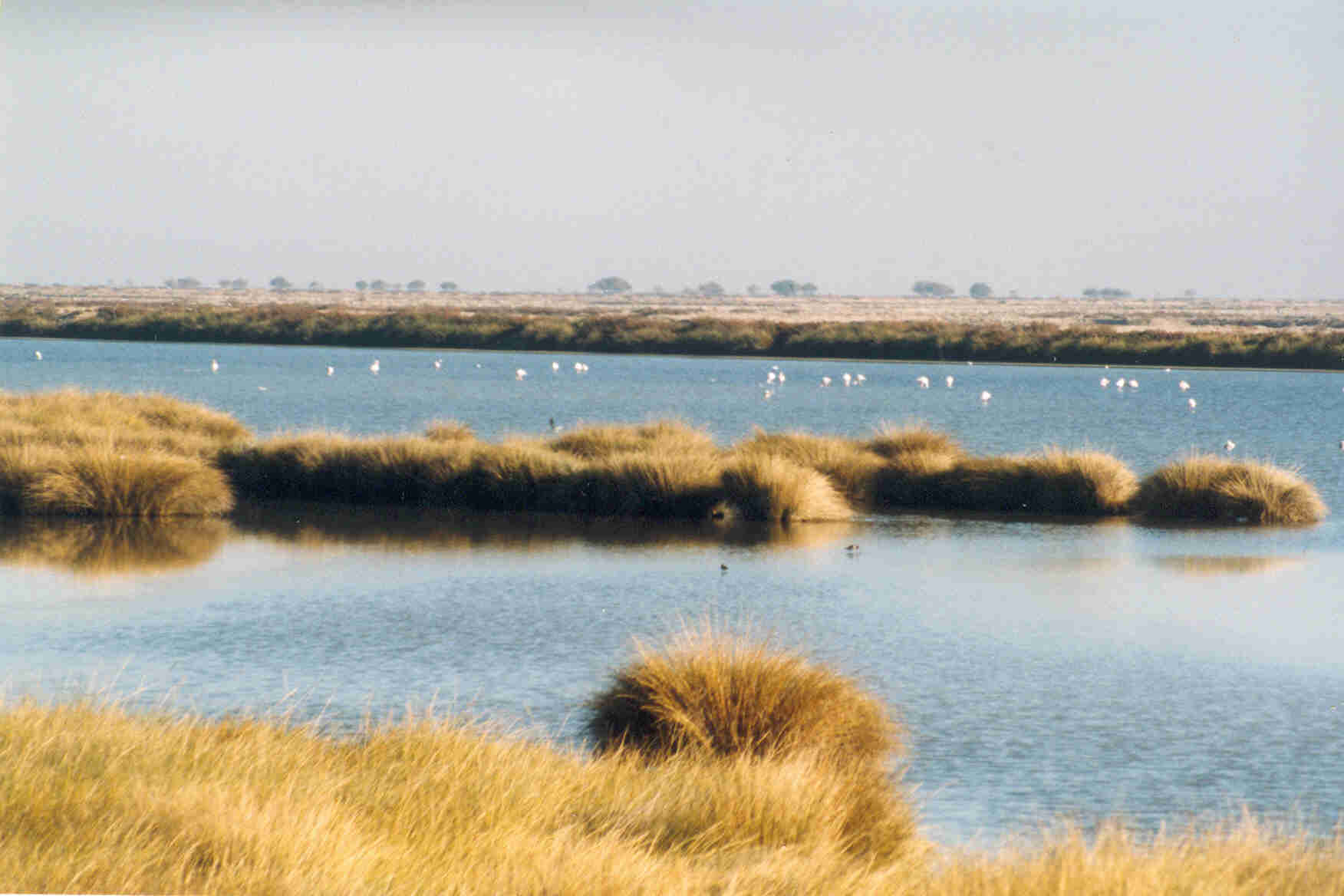
Zátoky v národním parku